# Entel (Bolivia)
Entel S.A. (acrónimo de Empresa Nacional de Telecomunicaciones S.A. ) es una empresa estatal boliviana de telecomunicaciones con sede central en La Paz. Fue fundada en 1965. En la actualidad se encuentra entre las mayores empresas de Bolivia debido a su fortalecimiento estatal como empresa de servicios, desde el 2008.

## Historia
ENTEL fue fundada el 22 de diciembre de 1965, mediante Decreto Ley 7441, en el gobierno de René Barrientos Ortuño, como Sociedad Anónima Mixta con representación oficial del Estado boliviano, con la finalidad de “desarrollar las telecomunicaciones en todas sus modalidades y formas en el territorio nacional”.
En 1966 se convirtió en empresa pública descentralizada, bajo la tutela del Ministerio de Transportes, Comunicaciones y Aeronáutica Civil.

### Privatización
El 27 de noviembre de 1995, Telecom Italia (a través de ETI - STET International) adquiere el 50% de las acciones de ENTEL y la gestión de la empresa por un monto de US$ 610 millones. La oferta, superó a Telefónica de Bolivia Holding (empresa filial de la española Telefónica) con US$ 162,5 millones y la estadounidense MCI (hoy conocida como Verizon) con US$ 303 millones.
Adicionalmente, la Ley de Telecomunicaciones (Ley N.º 1632 del 5 de julio de 1995) acordó a ENTEL un monopolio durante seis años sobre los servicios de telefonía de larga distancia nacional e internacional. Telecom Italia, por su lado, se comprometió a implementar un plan de inversión por un total de 610 millones de dólares, y a cumplir con las metas de expansión y calidad definidas por la ley y por el contrato de concesión.
El 1 de mayo de 2008, ENTEL se nacionaliza por Decreto Supremo N°29544. El Estado Boliviano se convierte en titular del 97% de las acciones de la empresa; se garantiza la estabilidad laboral de los trabajadores y las trabajadoras de ENTEL, así como los contratos suscritos con clientes y proveedores.
En 2013 se marca un hito en la historia de la empresa, debido al lanzamiento del satélite Tupac Katari que sería beneficioso para su cobertura en Bolivia.

## Servicios

### Telefonía Celular
Entel fue el segundo operador en inaugurar el servicio en Bolivia con tecnología TDMA.

### Larga Distancia Internacional
Llamadas de Larga Distancia Internacional con el digitó 10.